# Capitão J. Flint
Capitão J. Flint é um capitão pirata fictício do século XVIII que comandou o famoso Walrus. Foi criado pelo escritor escocês Robert Louis Stevenson, tendo aparecido primeiramente no romance A Ilha do Tesouro (1883), assim como em várias de suas adaptações para cinema e televisão. Na minissérie britânica de 2012, o famoso pirata foi interpretado por Donald Sutherland.

## Descrição
No romance original, Flint, cujo primeiro nome não é mencionado, é o capitão do navio pirata Walrus, que havia acumulado uma enorme fortuna em saques de outros navios, aproximadamente 700 mil libras. Flint e outros seis membros de sua tripulação enterram o botim em uma ilha remota do Mar do Caribe. O capitão, então, mata seus subordinados, deixando o cadáver de um deles com o braço esticada na direção do tesouro. 
A localização do tesouro é demarcada por Flint em um mapa, entregue depois ao imediato Billy Bones. Posteriormente, o cobiçado mapa cai nas mãos de Jim Hawkins, protagonista do romance. 
Ambicioso e destemido, Flint temia somente seu quartel-mestre, o igualmente audacioso John Silver, que possuía um papagaio batizado de "Flint" em zomba ao seu antigo capitão. 
Acredita-se que Flint morreu em Savannah por conta do excesso de rum, morte comum a muitos piratas no romance. Uma inscrição no mapa sugere que teria morrido em 1754.
Embora o personagem seja fictício,  a obra traz em seu enredo vários pontos verídicos, como Port Royal, e a ação pirata registrada na historiografia na região do Caribe, estas incursões piratas a princípio legitimadas pelo Estado foram se deteriorando com o passar do tempo, tendo em vista a rebeldia e ganância dos próprios piratas, que passaram a não mais dividir o espólio dos roubos de cargas, principalmente de navios espanhóis que na maioria das vezes eram transportados de ouro e outras riquezas oriundas das províncias conquistadas pelo Império Espanhol.

## Outras aparições

### Cinema
Em Muppet Treasure Island, de 1996, uma adaptação cômica da obra original, Capitão Flint (David Nicholls) aparece na abertura do filme enterrando o dito tesouro e posteriormente aniquilando toda sua tripulação. O pirata, então, regressa a bordo e entrega o mapa à Billy Bones (Billy Connolly). Flint leva consigo quinze piratas para enterrar no tesouro, e não seis, como na versão original da história. 
Na adaptação animada Treasure Planet, de 2006, o personagem é citado como Nathaniel Flint (Peter Cullen), um pirata espacial de origem alienígena cuja reputação de destemido e ousado percorre toda a galáxia. Nesta versão, Flint desapareceu com o famoso tesouro (conhecido por muitos como "botim de mil galáxias") e escondeu-o num mecanismo planetário chamado "Planeta do Tesouro".

### Televisão
Ambientada décadas antes dos eventos de A Ilha do Tesouro, a série televisiva Black Sails, de 2014, narra as aventuras de Capitão Flint e sua tripulação. Seu primeiro nome é revelado como James no sexto episódio da série. Nos episódios "IX." e "XIII." é revelado que Flint havia pertencido à Marinha Real Inglesa como Tenente James McGraw. Após trocar o mundo aristocrático pela vida de pirata, mudou também seu nome para Flint. Na série, é interpretado por Toby Stephens.